# Haras de Lipica
Le haras de Lipica est un haras situé à Lipica, village de la municipalité de Sežana dans la région du Littoral slovène, près de la frontière avec l’Italie. Créé en 1580, à l'initiative de Charles II d'Autriche-Styrie, il est à l'origine de la sélection des chevaux Lipizzan.

## Histoire
Du XIVe siècle jusqu'en 1947, Lipica fit partie de la municipalité de Trieste. 
Lorsque Charles II, archiduc de l'Autriche intérieure, fils de Ferdinand Ier, empereur du Saint-Empire romain) décide de créer un nouvel élevage impérial au XVIe siècle, le cheval espagnol est considéré comme la race de cheval idéale. Le sol et le climat de la région du Karst étant similaires à ceux de l’Espagne, Lipica est choisi comme l’endroit idéal pour accueillir le nouvel élevage. 
Le haras est installé dans une ancienne propriété épiscopale du domaine de Trieste choisie par Charles II. 
Le haras de Lipica est créé en 1580 et les premiers chevaux sont achetés en Espagne en 1581 : 24 poulinières et six étalons. Les fermiers vivants à l'époque sur les terres récupérées pour son édification sont expulsés et réinstallés à Laže. 
Une mine de charbon a fonctionné à l'est du haras de 1778 à 1817. L'extraction du charbon a de nouveau été tentée sur le site en 1857 et sporadiquement ensuite, mais elle a été jugée non rentable. Le charbon de la mine était autrefois utilisé à la raffinerie de sucre de Rijeka. En 1947, Lipica a été annexée à la Yougoslavie et intégrée à la Slovénie, une des républiques constitutives du pays, devenue indépendante en 1991.

## Architecture
L'écurie réservée aux étalons, la Velbanca, est construite au début du XVIIIe siècle. Ses voûtes sont recouvertes de crépi blanc. La porte d'entrée est surmontée d'une arche. L'inscription sur le linteau dédie le bâtiment aux empereurs Léopold Ier et Joseph Ier. Chaque étalon dispose d'un boxe de 3,5 m sur 5 m. Le sol est pavé de cubes de bois, choix particulièrement bien adapté à la destination du lieu.
Le haras dispose aussi d'une petite sellerie et d'écuries réservées aux juments suitées et aux pouliches. Une église dédiée à saint Antoine est construite sur le domaine. Un presbytère du XVIIe siècle est situé à proximité. En 1973, un grand manège de 60 m par 20 a été construit. Il peut accueillir dans ses tribunes plus de 1 100 personnes. En 1980, une écurie moderne lui a été adjointe.

## Le Lipizzan à Lipica

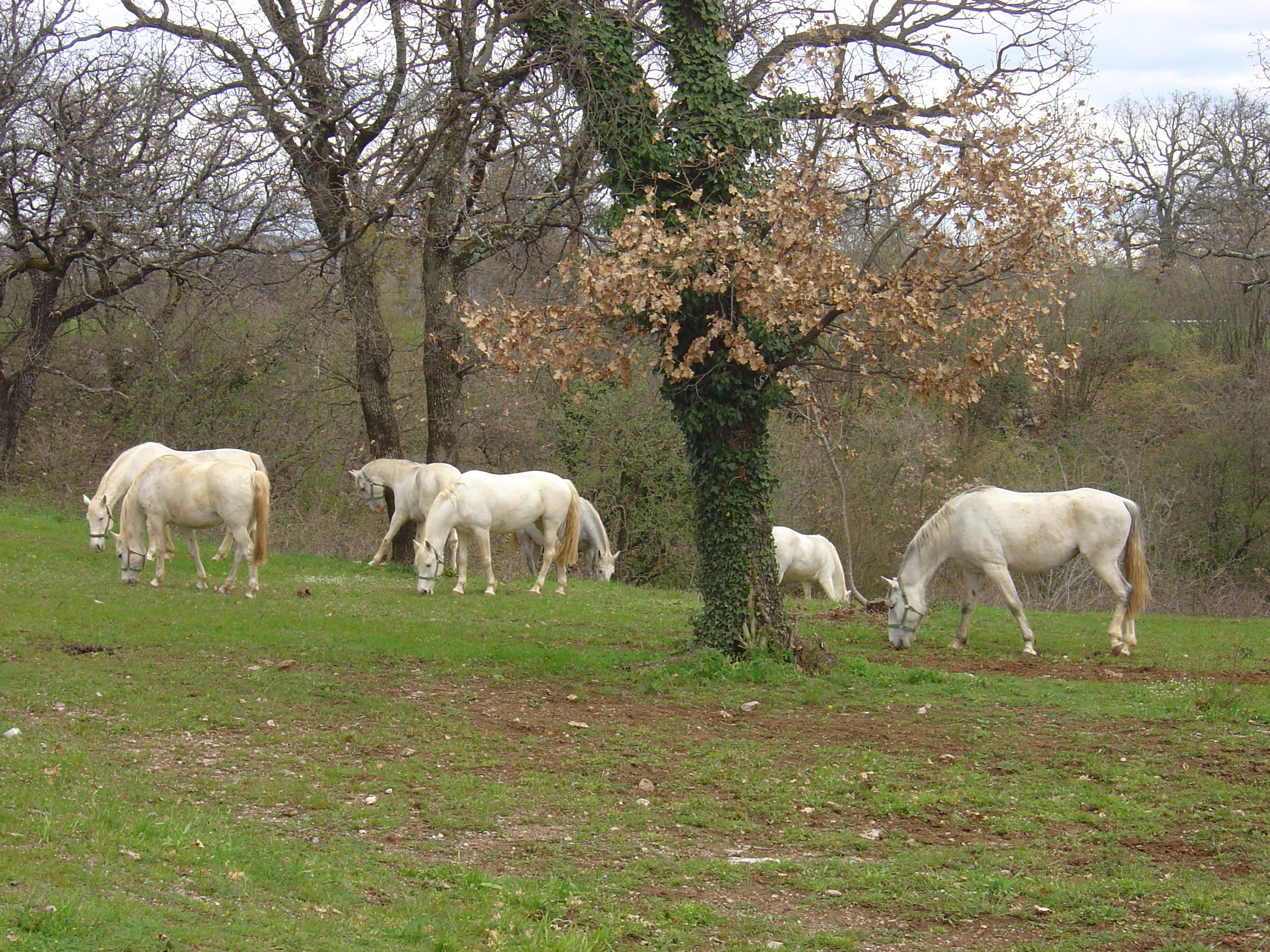
Lipizzan à l'Haras de Lipica

Lipica est à l’origine du cheval Lipizzan. Le nom de Lipica est dérivé du mot slovène lipa (tilleul). Cette espèce végétale est commune dans la région et est le symbole national de la Slovénie. Le personnel du haras plante un nouveau tilleul lors de la naissance de chaque poulain.
La race Lipizzan telle qu’elle est connue aujourd’hui a été pleinement crée à l’époque de Marie-Thérèse d’Autriche, dont le mari s’intéressait beaucoup à l’élevage de chevaux. Pendant les guerres napoléoniennes, le haras est transféré à Székesfehérvár,. En 1802, un tremblement de terre frappe Lipica, tuant un grand nombre de chevaux,. Le haras est transféré à Đakovo en 1805, à Pecica (près de Mezőhegyes) en 1809, à Laxenburg pendant la Première Guerre mondiale, puis à Kladruby nad Labem. 
Après la Première Guerre mondiale, lorsque Lipica est attribué à l'Italie, la plupart des chevaux sont renvoyés à Lipica. Le 16 octobre 1943, le haras et 178 chevaux sont transférés à Hostouň. Après la Seconde Guerre mondiale, la ferme ne compte que 11 chevaux ; tous les autres ayant été confisqués par les Allemands pendant la guerre. Dans les années 1960, Lipica s'ouvre aux touristes et un nouveau développement débute. En 1996, Lipica est devenue une institution publique appartenant à la République de Slovénie.
La reine Élisabeth II a visité Lipica et son haras le 22 octobre 2008 et s'est vue remettre un cheval lipizzan en cadeau du peuple slovène. Le cheval de la reine reste au haras de Lipica car il a été demandé au haras de s'en occuper pour elle.

## Installations complémentaires
Le haras comprend désormais un hôtel et un complexe de loisirs avec un parcours de golf, ainsi que le musée Lipikum consacré à divers aspects du haras et de la race Lipizzan. Des visites guidées du haras sont organisées. Un hippodrome et des courts de tennis sont disponibles à proximité.